# I (kana)
い în hiragana sau イ în katakana, (romanizat ca i) este un kana în limba japoneză care reprezintă o moră. Caracterele hiragana și katakana sunt scrise fiecare cu două linii. Kana い și イreprezintă sunetul pronunție în japoneză [i].
Caracterul い provine de caracterul kanji 以, iar イ provine de 伊.

## Variante
Minuscule de acest kana (ぃ și ィ) se folosesc în combinație cu alte kana ca să schimbă pronunția lor.

## Folosire în limba ainu
În limba ainu, katakana イ reprezintă sunetul [i]. Katakana minuscul ィ după o altă vocală reprezintă un diftongși este romanizat ca y.

## Forme
| Formă                 | Rōmaji | Hiragana        | Katakana        |
| --------------------- | ------ | --------------- | --------------- |
| Normal i (あ行 a-gyō) | I      | い              | イ              |
| Normal i (あ行 a-gyō) | Ī      | いい, いぃ いー | イイ, イィ イー |

| \| Rōmaji \| Hiragana \| Katakana \| \| ------ \| -------- \| -------- \| \| Ye \| いぇ \| イェ \| |          |          |
| Rōmaji                                                                                             | Hiragana | Katakana |
| Ye                                                                                                 | いぇ     | イェ     |

## Ordinea corectă de scriere
|                                      |
| Ordinea corectă de scriere pentru い |

|                                      |
| Ordinea corectă de scriere pentru イ |

## Alte metode de scriere
- Braille:

| ・－ －－ |

- Codul Morse: ・－